# Don't Leave Me Alone (DJ Paul Elstak)
Don't Leave Me Alone is een nummer van de Nederlandse DJ Paul Elstak uit 1995. Het is de afkomstig van zijn album May the Forze be with You.
Met "Don't Leave Me Alone" scoorde Elstak wederom een grote happy hardcorehit in Nederland. Het bereikte de 2e positie in de Nederlandse Top 40.